# Сказка для старых
«Сказка для старых» — российский независимый фильм, режиссёрский дебют писателя и театрального режиссера Романа Михайлова и актёра Фёдора Лаврова. Музыку к фильму написал Антон Завьялов из группы «25/17»; лидер группы Андрей Бледный снялся в фильме в одной из ролей.
Фильм вышел в российский прокат 13 октября 2022 года.

## Сюжет
Один из главных героев (Младший) рассказывает приятелю в баре об удивительной истории, случившейся с ним.
Прошло три года с тех пор, как хранитель бандитского «общака» Муля сбежал с деньгами, но был найден и убит; деньги так и не нашли. Однако на днях пришли вести о том, что живого Мулю видели сразу в трёх городах: Санкт-Петербурге, Новосибирске и Ростове. Криминальный авторитет Батя созывает к себе трёх «сыновей» (старшего, среднего и младшего) и посылает их в эти города, чтобы понять, что происходит.
В Новосибирске Старший приходит к местным бандитам, которые советуют ему использовать для поисков карлика, известного тем, что он может найти любого человека в городе. Старший ходит с карликом по заброшенным зданиям и заснеженным пустырям, пока они не сталкиваются с группой празднующих какой-то праздник ряженых.
В Петербурге Младший попадает в клуб, где встречает старого знакомого, с которым они вместе «лежали в дурке», однако за знакомым скоро приходят «братки», чтобы убить его и закопать в лесу. Там Младший выясняет, что эти «братки» и есть те люди, которые должны помогать ему искать Мулю. Вскоре выясняется, что на след Мули удалось выйти, и проводник везёт Младшего на лифте туда, где тот сможет найти Мулю.
В Ростове Средний становится жертвой аферистов, которые угоняют его машину в лес и оставляют без бензина. Разыскивая дорогу, Средний натыкается на двух мужиков, везущих гроб, в котором лежит человек, как две капли воды похожий на Мулю. Они приходят на поминки, которые проводит брат умершего, Яков-конюх, также выглядящий как Муля. Средний уверен, что это и есть Муля, однако и сам конюх, и его односельчане говорят, что Яков с братом жили в селе с рождения. На следующий день Средний с Яковом/Мулей выезжает на машине, чтобы привезти его к Бате, но по дороге их останавливает процессия с ряжеными. Разыскивая вышедшего из машины Якова/Мулю, Средний заходит в ближайшем доме в помещение за железной дверью, в котором обнаруживает кухню, на которой сидят и ведут мирные разговоры Муля, Батя, Старший и Младший. Они пьют чай и говорят о том, что зима скоро кончится и уже чувствуется приближение весны. Когда Средний выражает недоумение всем происходящим, Старший убеждает его принять тот «расклад», который есть, и пожелать всем хорошей весны. От этих слов все присутствующие начинают смеяться.

## В ролях
- Кирилл Полухин — Старший («Стрелок»)
- Фёдор Лавров — Средний
- Роман Михайлов — Младший
- Евгений Ткачук — Муля
- Виктория Мирошниченко
- Анатолий Тишин — Батя
- Олег Васильков — бандит в Новосибирске
- Олег Гаркуша — сельский житель
- Пахом — посетитель клуба в Санкт-Петербурге
- Алексей Ингелевич — карлик
- Андрей Бледный — проводник Младшего в Санкт-Петербурге
- Екатерина Старателева — аферистка в Ростове
- Эльдар Салаватов
- Михаил Куртов

## Награды
- 2022 — 20-й кинофестиваль «Дух огня» (Ханты-Мансийск) — «Золотая тайга» (главный приз в международном конкурсе)[5]

## Отзывы
По мнению Фёдора Лаврова, «Сказка для старых» — это притча. По словам Романа Михайлова, хотя жанр фильма иногда обозначают как криминальная драма, скорее это «эзотерический трактат или просто волшебная сказка». Аналогично, Сергей Пахомов сказал, что «по заявленному формату этот фильм — психоделическая сказка».
Сергей Пахомов также назвал фильм «игрой в такие посткриминальные штучки-дрючки, здесь она как форма эстетики»: «У нас и убийства, и расстрелы, и гробы — всё непросто. Для меня „Сказки для старых“ — это побег, это цветы зла, цветы на могилу». На вопрос о том, для какого зрителя этот фильм, актёр ответил: «Он ни для кого, это космическое произведение. И это его сильная сторона. Он многополярен: обо всём и одновременно ни о чём. Поэтому в фильме применяются смысловые слои: вроде это бандитский фильм], криминальный, а вроде философский и даже религиозный».
Денир Курбанджанов отмечает как удачу фильма «ловкое использование мистических образов» (например, фигуру проводника у каждого из трёх главных героев), однако заключает, что «русская одиссея к условному „Острову мёртвых“, пускай и не выходящая за пределы субкультуры, почти не содержит крепкой режиссуры, изобилует дефектными и явно лишними сценами, создающими губительные пустоты», к тому же «упущенной остается линия с рассказчиком этой фантастической истории, которая однажды по неизвестным причинам безвозвратно прерывается».
Дмитрий Карпюк пишет о том, что «фильм, снятый дёшево и кустарно, но всё равно цепляющий звенящей нотой надежды на наступление весны», вызывает ощущение, сходное с тем, что остаётся по прочтении сборника сказок Михайлова «Ягоды» или его автобиографического романа «Дождись лета и посмотри, что будет». В качестве «самого пронзительного момента» критик упоминает финал фильма, в котором «окончательно заплутавшие в снежных просторах России, ведомые трикстерами и карликами, бандиты встречаются за одним столом и, забыв про все напряги и обиды, ведут разговоры буквально о том, что у природы нет плохой погоды. А потом, сами удивившись своим речам, смеются с облегчением».
Сергей Угольников считает, что сам «синопсис изначально настраивает на балабановщину в её облегчённой версии. Но это не совсем смешная комедия, как „Жмурки“, а, скорее, попытка сделать комедию „лирическую“ (если кто-то помнит такую атрибуцию художественных кинокартин) из „Я тоже хочу“».